# جون سكوتوس أريجينا
يوهانز سكوت اريجينا (815 - 877) (بالإنجليزية: Johannes Scotus Eriugena)‏ فيلسوف أيرلندي المولد نال تعليماً في سن مبكرة، وعاش في فرنسا. وعلى أساس الأفلاطونية الجديدة أبدع اريجينا مذهبه الصوفي الذي عرض جوهره في مؤلفه «في الطبائع الإلهية».
وحسب فلسفة اريجينا فإنه يقسم الوجود إلى أربعة طبائع :
(1) لم تخلق بل هي خالقة.
(2) مخلوقة وخالقة.
(3) مخلوقة وليست خالقة.
(4) غير مخلوقة وغير خالقة.
وقد ربط اريجينا خلق الأشياء المختلفة، عندما أضاع الإنسان ولاءه لله، ومذهب اريجينا في جوهره مذهب من مذاهب وحدة الوجود وقد أدانته الكنيسة الكاثوليكية.

## وصلات خارجية
- جون سكوتوس أريجينا على موقع الموسوعة البريطانية (الإنجليزية)
- جون سكوتوس أريجينا على موقع إن إن دي بي (الإنجليزية)

بالإنجليزية
- Eriugena: Dialectic and Ontology in the Peri physeon، Ontology، مؤرشف من الأصل في 2019-05-29.
- Complete List of the Editions and Translations of the Works of Eriugena، Ontology، مؤرشف من الأصل في 2019-05-29.
- "A–J"، Bibliography on Eriugena's Philosophical Work، Ontology، مؤرشف من الأصل في 2019-05-29.
- "K–Z"، Bibliography on Eriugena's Philosophical Work، Ontology، مؤرشف من الأصل في 2019-05-29.
- John Scotus and "John the Sophist"، Elfinspell، مؤرشف من الأصل في 2017-11-01.
- Opera Omnia by Migne Patrologia Latina with analytical indexes، EU: Documenta Catholica omnia، مؤرشف من الأصل في 2019-03-18.